# میخایلو مودریک
میخایلو مودریک (اوکراینی: Михайло Петрович Мудрик؛ زادهٔ ۵ ژانویهٔ ۲۰۰۱) بازیکن فوتبال حرفه‌ای اهل اوکراین است که برای باشگاه چلسی بازی می‌کند.
وی همچنین در تیم‌های ملی فوتبال زیر ۲۱ سال اوکراین و تیم ملی فوتبال اوکراین بازی کرده است.
مودریک در فصل ۲۰۲۲–۲۰۲۳ به ارزش ۷۰ میلیون پوند به چلسی پیوست و در اوایل حضور خود شماره ۱۵ را بر تن داشت که در فصل جدید آن را به ۱۰ تغییر داد. او نیز در سال ۲۰۲۲ در شرف انتقال به آرسنال بود اما این انتقال نهایی نشد.

## افتخارات
شاختار دونتسک
- لیگ برتر فوتبال اوکراین: ۲۰۱۹–۲۰,[۱] ۲۰۲۲–۲۳
- جام حذفی فوتبال اوکراین: ۲۰۱۸–۱۹
- سوپر جام فوتبال اوکراین: ۲۰۲۱

چلسی
- لیگ کنفرانس اروپا: ۲۰۲۴–۲۵[۲]
- جام اتحادیه باشگاه‌های انگلستان نایب قهرمان: ۲۰۲۳–۲۴[۳]

انفرادی
- بازیکن فوتبال سال اوکراین: ۲۰۲۲[۴]
- بازیکن سال شاختار دونتسک: ۲۰۲۱,[۵] ۲۰۲۲[۶]
- Golden talent of Ukraine: 2021 (U21), 2022 (U21)[۷]